# Amen Thompson
 (novembre 2023).
Si vous disposez d'ouvrages ou d'articles de référence ou si vous connaissez des sites web de qualité traitant du thème abordé ici, merci de compléter l'article en donnant les références utiles à sa vérifiabilité et en les liant à la section « Notes et références ».
Ameiz XLNC "Amen" Thompson [əˈmɛn ˈɛksələns ˈtɒmsən], né le 30 janvier 2003 à Oakland en Californie, est un joueur américain de basket-ball mesurant 1,98 m et évoluant aux postes de meneur, arrière ainsi qu'ailier dans l'équipe des Rockets de Houston en NBA. Il est le frère jumeau du joueur de basket-ball Ausar Thompson.

## Biographie
Amen Thompson joue au basket-ball à la Pine Crest School de Fort Lauderdale, en Floride, où il est considéré comme une recrue cinq étoiles par ESPN et où il remporté un championnat dans l'État de Floride.

### Team OTE (2021-2022)
Le 25 mai 2021, Thompson signe un contrat de deux ans avec Overtime Elite (en) (OTE), une nouvelle ligue professionnelle basée à Atlanta avec des joueurs âgés de 16 à 20 ans. Il rejoint la ligue avec son frère Ausar, en faisant l'impasse sur sa dernière année de lycée et d'université, car il estime que cette ligue le préparera au mieux à la NBA.
Au cours de la saison 2021-2022, Thompson joue pour Team OTE, l'une des trois équipes de la ligue, et obtient des moyennes de 14 points, 6,6 rebonds, 3,8 passes décisives et 2,1 interceptions par match. Il participe à des compétitions contre d'autres équipes de l'OTE, ainsi que des adversaires d'écoles préparatoires et de troisième cycle. Il aide son équipe à obtenir une deuxième place, marquant 13 points lors d'une défaite de 52-45 contre Team Elite dans le troisième match décisif de la finale.

### City Reapers (2022-2023)
Au cours de la saison OTE 2022-2023, Thompson joue pour les City Reapers, une des six équipes de la ligue OTE, aux côtés du capitaine de l'équipe, son frère Ausar, qui l'a sélectionné avec le premier choix de la draft OTE. Le 9 janvier 2023, il est nommé Joueur de la semaine de l'OTE, trois jours après avoir inscrit 22 points, pris 10 rebonds et fait 7 passes décisives et 5 interceptions dans une victoire 101-90 contre les Cold Hearts. Au cours de la saison régulière, Thompson inscrit en moyenne de 16,4 points, prend 5 rebonds et fait 5,9 passes et 2,3 interceptions par match. Amen Thompson est nommé dans la première équipe All-OTE. Après avoir remporté la série face aux Old Hearts 2 à 0, les City Reapers affrontent les YNG Dreamerz en finale. Dans le deuxième match des finales de l'OTE, il marque le panier gagnant au buzzer dans une victoire 80-78. Thompson aide les City Reapers à remporter le championnat de la ligue dans un sweep (balayage) 3-0. Le 21 avril 2023, il se déclare candidat à la draft 2023 de la NBA, où les analystes le projettent dans les dix premiers choix.

### Rockets de Houston (depuis 2023)
Il est sélectionné en 4e position par les Rockets de Houston lors de la draft 2023 de la NBA. Avec Ausar, ils sont les premiers frères à être sélectionnés dans le top 5 de la même draft.
Le 14 avril 2024, il enregistre son premier triple-double en carrière dans un match face au Los Angeles Clippers.

## Palmarès

### NBA
- NBA All-Rookie Second Team en 2024.
- All-Defensive First Team en 2025.

### Overtime Elite
- OTE champion en 2023
- All-OTE First Team en 2023

## Statistiques NBA

### Saison régulière
| Saison    | Équipe   | Matchs | Titul. | Min./m | % Tir | % 3pts | % LF | Rbds/m. | Pass/m. | Int/m. | Ctr/m. | Pts/m. |
| --------- | -------- | ------ | ------ | ------ | ----- | ------ | ---- | ------- | ------- | ------ | ------ | ------ |
| 2023-2024 | Houston  | 62     | 23     | 22,4   | 53,6  | 13,8   | 68,4 | 6,60    | 2,63    | 1,26   | 0,61   | 9,55   |
| Carrière  | Carrière | 62     | 23     | 22,4   | 53,6  | 13,8   | 68,4 | 6,60    | 2,63    | 1,26   | 0,61   | 9,55   |

## Records sur une rencontre en NBA
Les records personnels d'Amen Thompson en NBA sont les suivants :
| Type de statistique        | Saison régulière | Saison régulière         | Saison régulière |
| Type de statistique        | Record           | Adversaire               | Date             |
| -------------------------- | ---------------- | ------------------------ | ---------------- |
| Points                     | 33               | @ Celtics de Boston      | 27 janvier 2025  |
| Paniers marqués            | 13               | @ Celtics de Boston      | 27 janvier 2025  |
| Paniers tentés             | 19               | 2 fois                   | 2 fois           |
| Paniers à 3 points réussis | 2                | 5 fois                   | 5 fois           |
| Paniers à 3 points tentés  | 7                | @ Magic d'Orlando        | 25 octobre 2023  |
| Lancers francs réussis     | 7                | 4 fois                   | 4 fois           |
| Lancers francs tentés      | 10               | @ Cavaliers de Cleveland | 25 janvier 2025  |
| Rebonds offensifs          | 9                | Cavaliers de Cleveland   | 22 janvier 2025  |
| Rebonds défensifs          | 11               | 2 fois                   | 2 fois           |
| Rebonds totaux             | 16               | 2 fois                   | 2 fois           |
| Passes décisives           | 11               | 2 fois                   | 2 fois           |
| Interceptions              | 5                | Knicks de New York       | 12 février 2024  |
| Contres                    | 5                | 3 fois                   | 3 fois           |
| Balles perdues             | 8                | Grizzlies de Memphis     | 25 octobre 2024  |
| Minutes jouées             | 42               | @ Celtics de Boston      | 27 janvier 2025  |

- Double-double : 33
- Triple-double : 4

Dernière mise à jour : 27 mars 2025